# Danilo Radojević
Danilo Radojević (crnogorski: Данило Радојевић; Mokro, Šavnik, Crna Gora 1932.), akademik DANU, crnogorski povjesničar i književnik.
Diplomirao i magistrirao na Filološkom fakultetu u Beogradu, doktorirao humanističke znanosti na Filozofskom fakultetu Sveučilišta u Zagrebu. 
Važnija djela:
- Studije o Njegošu (1974., drugo izd. 2011.)
- Osjen (1981.), zbirka poezije.
- Crnogorska literatura i tradicija (1993., drugo izd. 2012.)
- Dukljanski horizonti (1995.)
- Udar hladovine (1998.), zbirka poezije.
- Crnogorci na limesu (1999.)
- Vrućica trajanja (2001.), zbirka poezije.
- Iz povijesti hrišćanskih crkava u Crnoj Gori (2000., drugo izd. 2010.)
- Od književnog do povijesnog (2003.)
- Pridvorani (2004.), roman.
- Opet crnogorske teme (2010.)
- CXIV godina i ličnosti 1827-1941 (2011.), leksikon.
- Popa Dukljanina Sclavorum regnum (2016.), kritičko izd.
- Epistula recentissima (2018.), sabrana poezija.
- Iz crnogorske povijesti i literature (2019.)
- Geneza stvaralaštva Mirka Banjevića (2021.)

Priredio je desetak knjiga, antologija i zbornika. 
Član je Crnogorskog P.E.N. centra, Matice crnogorske, DANU i CDNK.

## Vanjske poveznice
- Tekst Danila Radojevića objavljivan u nastavcima u listu "Publika": Uzroci i pojave srpskog imena u Crnoj Gori, (crnogorski)
- Esej dr. Danila Radojevića o kršćanstvu u Crnoj Gori do dinastije Crnojevića, (crnogorski)
- Danilo Radojević: O pojavi lika Miloša Obilića u svijesti Crnogoraca, (crnogorski)
- Danilo Radojević: Smisao sporova nekih povjesničara oko izvora za staru crnogorsku povijest, (crnogorski)